# 아침저널
신인규의 아침저널은 BBS FM에서 평일 아침 7시 20분부터 오전 9시까지 방송되는 아침 출근길 라디오 시사 프로그램이다.

## 역사
1990년 5월 1일에 BBS FM 개국과 함께 첫방송되어 1992년 10월 3일에 1차로 잠정 폐지되었다가, 1993년 4월 5일에 1차로 다시 부활되었고, 이후 1994년 10월 1일에 2차로 잠정 폐지되었다가, 1999년 8월 23일에 2차로 다시 부활되었다.

## 진행
- 신인규 변호사

## 역대 진행자
- 황필호 (1990년 ~ 1991년)
- 강부자 (1991년 ~ 1992년)
- 김한길 (1993년)
- 유창선 (1999년 ~ 2004년)
- 박계동
- 김재원
- 고성국 (2012년 ~ 2013년 / 2015년 ~ 2016년)
- 전영신 (2016년 ~ 2017년 / 2022년 ~ 2024년)
- 이상휘
- 박경수
- 함인경 (2024년 ~ 2024년)
- 신인규 (2025년 ~ )

## 지역국 자체 프로그램
※ 다음 지역국 자체 프로그램은 3부 시간대인, 아침 8시 30분부터 방송된다. (3부는 수도권방송) 1, 2부는 전국방송이다.
| 방송국              | 프로그램 타이틀                                                          | 주파수                                                 |
| ------------------- | ------------------------------------------------------------------------ | ------------------------------------------------------ |
| BBS부산불교방송     | BBS 부산경남 라디오 830                                                  | FM 89.9㎒ (부산), FM 89.5㎒ (창원), FM 88.1㎒ (진주)   |
| BBS대구불교방송     | 라디오 아침세상                                                          | FM 94.5㎒ (대구), FM 97.7㎒ (안동), FM 105.5㎒ (포항)  |
| BBS광주불교방송     | 좋은아침 광주                                                            | FM 89.7㎒ (광주), FM 105.1㎒ (여수), FM 105.7㎒ (광양) |
| BBS울산불교방송     | 아침저널 3부 울산                                                        | FM 88.3㎒                                              |
| BBS청주불교방송     |                                                                          |                                                        |
| 충청저널 967        | FM 96.7㎒ (청주), FM 106.7㎒ (음성)                                      |                                                        |
| 달려라 라디오스쿨   | FM 96.7㎒ (청주), FM 106.7㎒ (음성)                                      |                                                        |
| BBS춘천불교방송     |                                                                          |                                                        |
| 아침세상 강원       | FM 100.1㎒ (춘천), FM 93.5㎒ (속초), FM 97.1㎒ (양양), FM 104.3㎒ (강릉) |                                                        |
| 청운스님의 생활법문 | FM 100.1㎒ (춘천), FM 93.5㎒ (속초), FM 97.1㎒ (양양), FM 104.3㎒ (강릉) |                                                        |
| BBS제주불교방송     | BBS아침저널 제주, 이병철입니다                                           | FM 94.9㎒ (제주), FM 100.5㎒ (서귀포)                  |

## 같이 보기
관련 항목
- 시사
- 정치

방송 프로그램
- KBS 뉴스 9 (KBS 1TV)
- 재난탈출 생존왕 (KBS 1TV)
- KBS 뉴스타임 (1500) (KBS 2TV)
- 위기탈출 넘버원 (KBS 2TV)
- EBS 저녁뉴스 (EBS 1TV)
- MBC 뉴스데스크 (MBC TV)
- SBS 8 뉴스 (SBS TV)
- OBS 뉴스 730 (OBS경인TV)
- JTBC 뉴스룸 (JTBC)
- MBN 뉴스7 (평일) (MBN)
- MBN뉴스센터 (주말) (MBN)
- 시사스페셜 (MBN)
- TV조선 뉴스 9 (평일) (TV조선)
- TV조선 뉴스 7 (주말) (TV조선)
- 뉴스A (채널A)
- YTN 뉴스나이트 (평일) (YTN)
- YTN 뉴스와이드 (2150) (주말) (YTN)
- 뉴스투나잇 (평일) (연합뉴스TV)
- 뉴스 23 (주말) (연합뉴스TV)
- 김종배의 시선집중 (MBC 표준FM)
- 권순표의 뉴스 하이킥 (평일) (MBC 표준FM)
- 김치형의 뉴스 하이킥 (주말) (MBC 표준FM)
- 김혜영의 뉴스공감 (cpbc FM)
- BBS 뉴스파노라마 (BBS FM)